# NGC 5898
NGC 5898 est une galaxie elliptique située dans la constellation de la Balance. Sa vitesse par rapport au fond diffus cosmologique est de 2 301 ± 13 km/s, ce qui correspond à une distance de Hubble de 33,9 ± 2,3 Mpc (∼111 millions d'al). NGC 5898 a été découverte par l'astronome germano-britannique William Herschel en 1784.

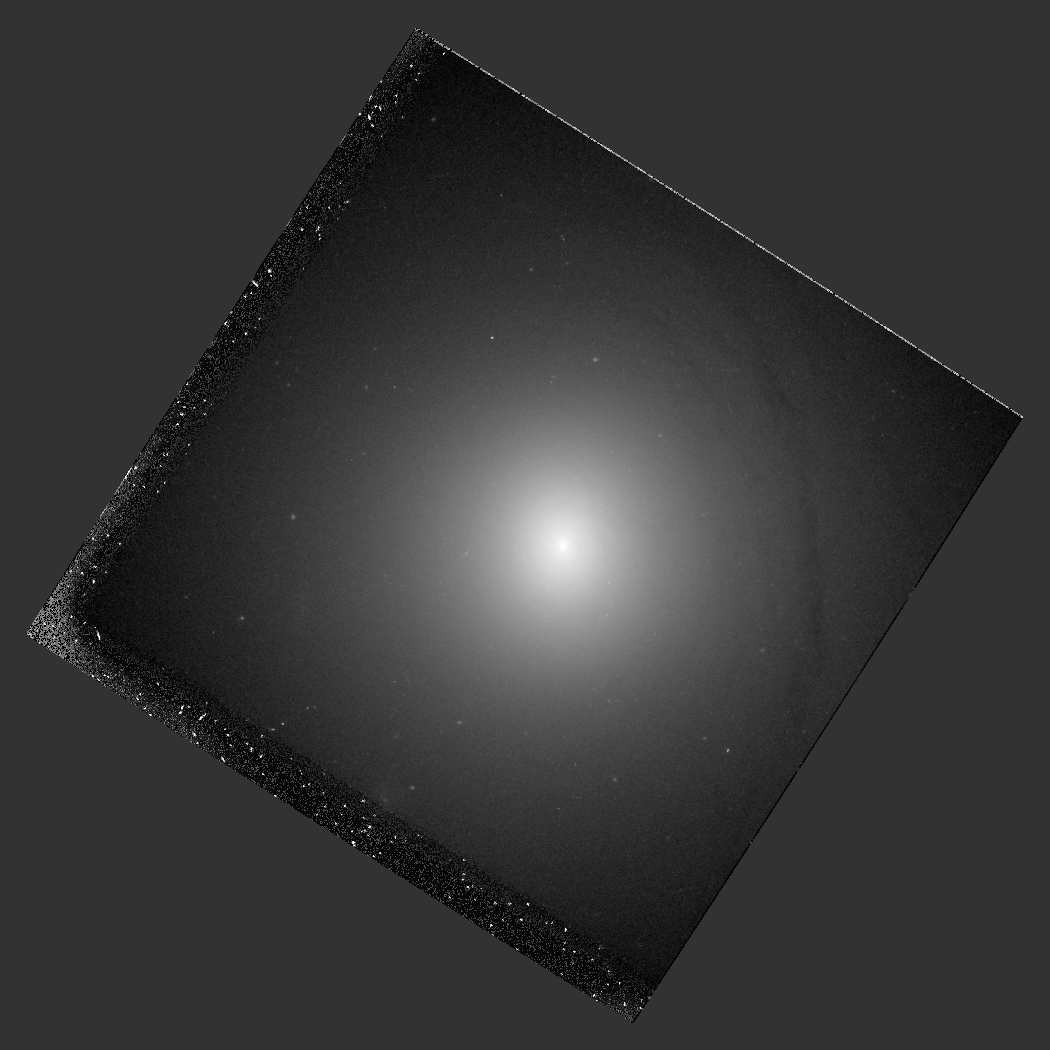
NGC 5898 par le télescope spatial Hubble.

À ce jour, 16 mesures non basées sur le décalage vers le rouge (redshift) donnent une distance de 33,387 ± 14,512 Mpc (∼109 millions d'al), ce qui est à l'intérieur des valeurs de la distance de Hubble.

## Groupe de NGC 5903
Selon A. M. Garcia NGC 5898 fait partie du groupe de NGC 5903. Ce groupe de galaxies compte cinq membres. Les quatre autres membres du groupe sont NGC 5903, IC 4538, ESO 514-3 et ESO 582-12.